# Canton de Paulhaguet
Le canton de Paulhaguet est une ancienne division administrative française, située dans le département de la Haute-Loire en région Auvergne.

## Composition
Le canton de Paulhaguet groupait dix-neuf communes :
| Nom                          | Code Insee | Intercommunalité            | Population (dernière pop. légale) |
| ---------------------------- | ---------- | --------------------------- | --------------------------------- |
| Paulhaguet (chef-lieu)       | 43148      | CC des Rives du Haut Allier | 900 (2014)                        |
| Chassagnes                   | 43063      | CC des Rives du Haut Allier | 162 (2014)                        |
| Chavaniac-Lafayette          | 43067      | CC des Rives du Haut Allier | 278 (2014)                        |
| La Chomette                  | 43072      | CC des Rives du Haut Allier | 154 (2014)                        |
| Collat                       | 43075      | CC des Rives du Haut Allier | 87 (2014)                         |
| Couteuges                    | 43079      | CC des Rives du Haut Allier | 301 (2014)                        |
| Domeyrat                     | 43086      | CC des Rives du Haut Allier | 197 (2014)                        |
| Frugières-le-Pin             | 43100      | CC Brioude Sud Auvergne     | 149 (2014)                        |
| Jax                          | 43106      | CC des Rives du Haut Allier | 147 (2014)                        |
| Josat                        | 43107      | CC des Rives du Haut Allier | 77 (2014)                         |
| Mazerat-Aurouze              | 43131      | CC des Rives du Haut Allier | 217 (2014)                        |
| Montclard                    | 43139      | CC des Rives du Haut Allier | 58 (2014)                         |
| Saint-Didier-sur-Doulon      | 43178      | CC des Rives du Haut Allier | 197 (2014)                        |
| Saint-Georges-d'Aurac        | 43188      | CC des Rives du Haut Allier | 464 (2014)                        |
| Saint-Préjet-Armandon        | 43219      | CC des Rives du Haut Allier | 100 (2014)                        |
| Sainte-Eugénie-de-Villeneuve | 43183      | CC des Rives du Haut Allier | 83 (2014)                         |
| Sainte-Marguerite            | 43208      | CC des Rives du Haut Allier | 39 (2014)                         |
| Salzuit                      | 43232      | CC des Rives du Haut Allier | 362 (2014)                        |
| Vals-le-Chastel              | 43250      | CC des Rives du Haut Allier | 45 (2014)                         |

## Histoire
Le canton a été supprimé en mars 2015 à la suite du redécoupage des cantons du département et les dix-neuf communes sont rattachées au nouveau canton du Pays de Lafayette.

## Représentation

### Conseillers généraux de 1833 à 2015
| Période           | Identité                                      | Parti                    | Qualité                                                                                              |
| ----------------- | --------------------------------------------- | ------------------------ | --- |
| 1833-1841 (décès) | Michel François Branche (1784-1841)           |                          | Notaire et avocat à Paulhaguet                                                                       |
| 1841-1852         | Jules Branche (fils du précédent) (1821-1883) |                          | Notaire à Paulhaguet                                                                                 |
| 1852-1870         | Charles Pissis                                |                          | Général de brigade (cadre de réserve) Propriétaire à Langeac                                         |
| 1870-1871         | Jean-Baptiste Le Normand de Flaghac           | Libéral                  | Propriétaire du château de Flaghac, maire de Saint-Georges-d'Aurac                                   |
| 1871-1890 (décès) | Edmond du Motier de La Fayette                | Républicain Conservateur | Avocat Président du Conseil Général Député (1848) - Sénateur (1876-1890)                             |
| 1890-1910 (décès) | Alfred Vidal                                  | Rad.                     | Docteur en médecine, maire de Paulhaguet (1881-1910) Président du Conseil Général (1906-1910)        |
| 1910-1935 (décès) | Julien Fayolle                                | Rad.                     | Négociant Maire de Frugières-le-Pin (1900-1935) Député (1914-1919 et 1928-1933) Sénateur (1933-1935) |
| 1935-1940         | Joseph Lhomenède                              | SFIO                     | Industriel forestier Maire de Frugières-le-Pin                                                       |
|                   |                                               |                          | |
| 1945-1958         | Camille Perrin (1891-1975)                    | Rad.-RGR                 | Entrepreneur de poteaux PTT à Salzuit, ancien conseiller d'arrondissement                            |
| 1958-1964         | Jean Bernard-Tourette                         | MRP                      | Directeur d'une scierie à Paulhaguet                                                                 |
| 1964-1988         | René Soulé                                    | DVG puis PS              | Cultivateur Maire de La Chomette (1959-1965)                                                         |
| 1988-1994         | Jeannine Soulé (1926-2011)                    | DVG                      | Maire de Saint-Didier-sur-Doulon                                                                     |
| 1994-2008         | Nicola Di Giambattista (1947-2018)            | PS                       | Enseignant Maire de Josat (1989-2018)                                                                |
| 2008-2015         | Jacques Roustide                              | UMP                      | Exploitant agricole Maire de Chassagnes                                                              |

### Conseillers d'arrondissement (de 1833 à 1940)
| Période                                  | Période | Identité                  | Étiquette | Qualité |
| ---------------------------------------- | ------- | ------------------------- | --------- | --- |
| 1833                                     |         | Gabriel Fabre (1758-1837) |           | Juge de paix à Paulhaguet                                                                                   |
|                                          |         |                           |           | |
| av.1899                                  |         | M. Bonhoure               |           | Président du Conseil d'arrondissement                                                                       |
|                                          |         |                           |           | |
| 1928                                     | 1934    | Antonin Soulé             |           | |
| 1934                                     | 1940    | Camille Perrin            | Rad.      | Entrepreneur à Salzuit, conseiller municipal de Paulhaguet                                                  |
| 1940                                     |         |                           |           | Les conseils d'arrondissement ont été suspendus par la loi du 12 octobre 1940 et n'ont jamais été réactivés |
| Les données manquantes sont à compléter. |         |                           |           | |

## Démographie
| 1962  | 1968  | 1975  | 1982  | 1990  | 1999  | 2006  | 2011  | 2012  |
| ----- | ----- | ----- | ----- | ----- | ----- | ----- | ----- | ----- |
| 5 642 | 5 207 | 4 623 | 4 279 | 4 053 | 3 905 | 4 029 | 4 026 | 4 034 |